# Haslach (Berg bei Neumarkt in der Oberpfalz)
Haslach ([ˈhaslax] ) ist ein Gemeindeteil der Gemeinde Berg bei Neumarkt in der Oberpfalz im Landkreis Neumarkt in der Oberpfalz in Bayern.

## Geografie
Das Dorf liegt im Oberpfälzer Jura auf circa 450 m ü. NHN nordwestlich des Gemeindesitzes und südlich des Ludwig-Donau-Main-Kanals. 

## Geschichte
Nach dem Dreißigjährigen Krieg wurde im 17. Jahrhundert eine Kapelle errichtet. Gegen Ende des Alten Reiches, um 1800, bestand Haslach aus acht Anwesen, die der Reichsstadt Nürnberg gehörten, nämlich dem Spital St. Leonhard zu Lauf drei Halbhöfe mit den Untertanen Kranzer, Kranzer und Schwänzl sowie einem Viertelhof, dem Heilig-Geist-Spital Nürnberg zwei Halbhöfe mit den Untertanen Bernmüller und Fürst und einem Achtelhof sowie dem Spital Altdorf mit dem Halbhof Teiller. Gemeindlicher Besitz war ein Hirtenhaus. Die Hochgerichtsbarkeit übte das Pflegamt Haimburg aus.
Im Königreich Bayern (1806) gehörte Haslach zum Steuerdistrikt Hausheim, bei der Gemeindebildung um 1810/20 zur Ruralgemeinde Hausheim mit Hausheim selber, Gspannberg, Kettenbach, Rührersberg und (Klein-)Voggenhof. Bis 1930 war die Gemeinde Hausheim und damit auch Haslach dem Amtsgericht Kastl zugeordnet, danach dem Amtsgericht Neumarkt.

### Dorf- und Einwohnerentwicklung
- Ca. 1800: Acht Häuser
- 1836: Zehn Häuser[4]
- 1900: 49 (13 Wohngebäude)[5]
- 1937: 46 (37 Katholiken, 9 Protestanten)[6]
- 1950: 65 (11 Wohngebäude)[7]
- 1978: 59[8]
- 1987: 90 (27 Wohngebäude, 28 Wohnungen)[9]
- 31. Dezember 2015: 108 (52 männlich, 56 weiblich)[10]

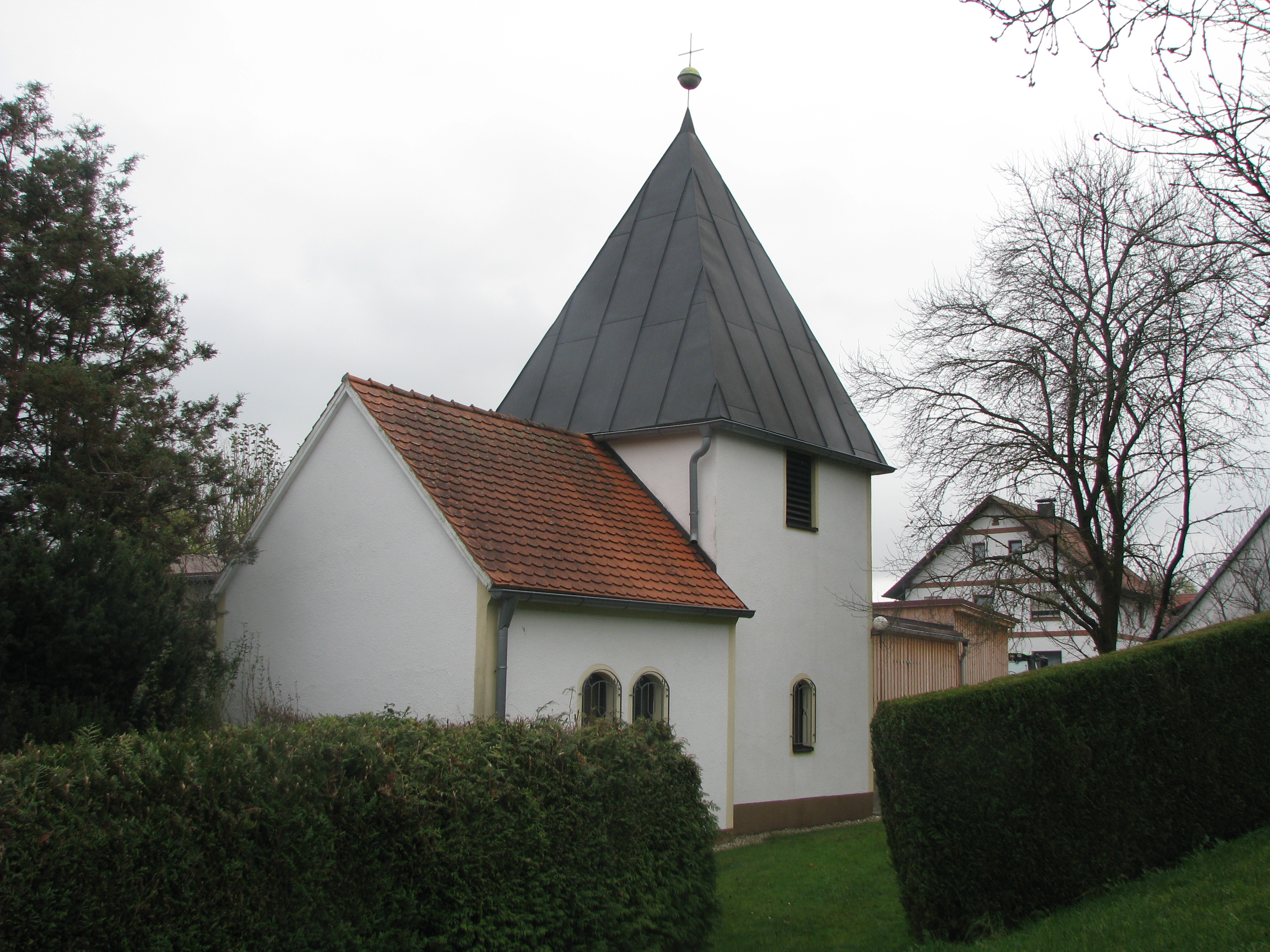
Kapelle

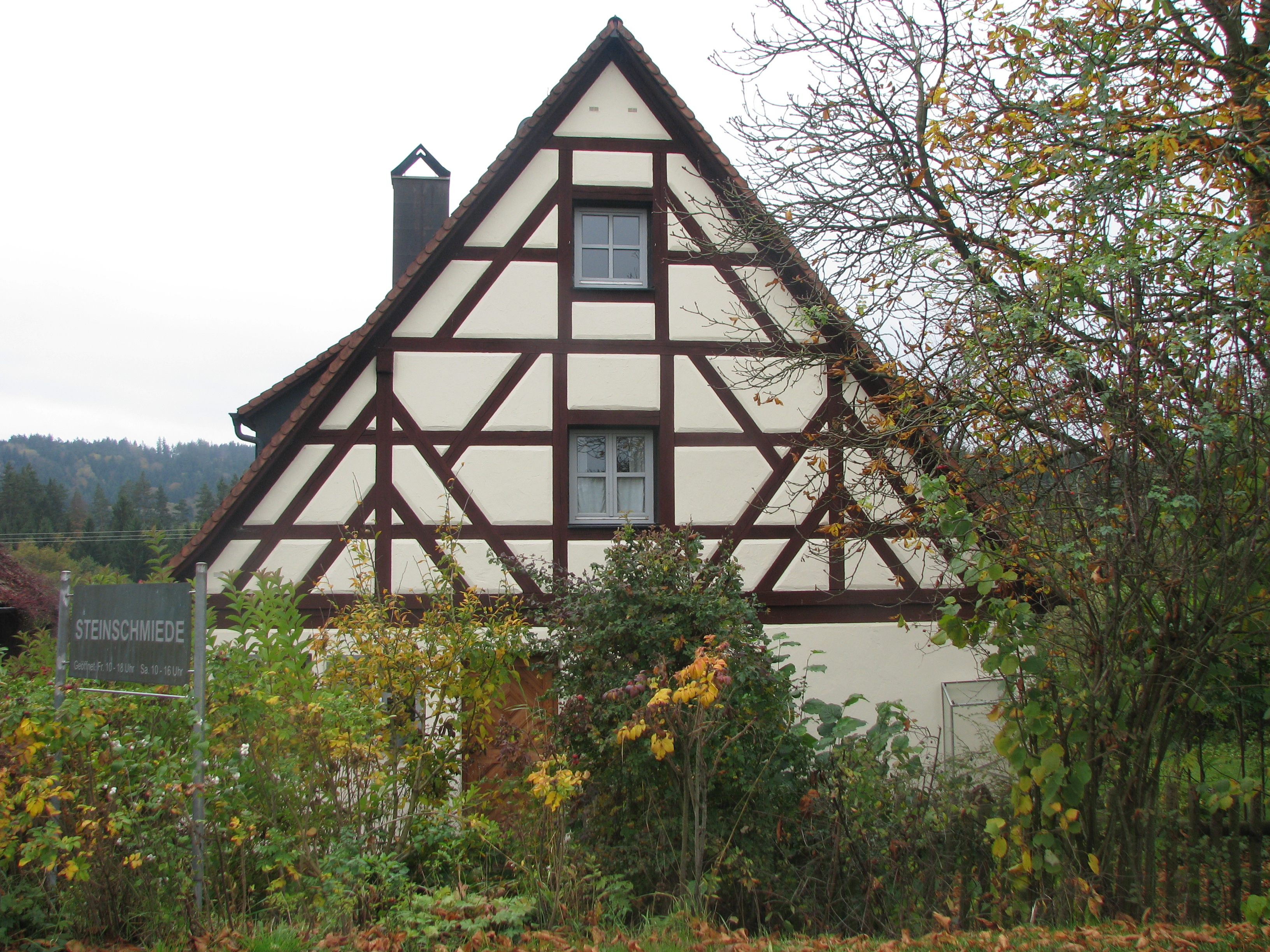
Fachwerkgebäude in Haslach

## Baudenkmäler
Als Baudenkmäler gelten die Kapelle Hl. Dreifaltigkeit aus dem 17. Jahrhundert mit ihrem Turm aus dem 19. Jahrhundert sowie das Haus Nr. 8, ein Wohnstallbau mit Fachwerkgiebel aus der Mitte des 19. Jahrhunderts.

## Verkehrsanbindung
Haslach ist sowohl von Kettenbach und damit von der Staatsstraße 2240 aus, als auch von Gspannberg her zu erreichen.